# Campyloneurus spilopus
Campyloneurus spilopus är en stekelart som först beskrevs av Cameron 1905.  Campyloneurus spilopus ingår i släktet Campyloneurus och familjen bracksteklar. Inga underarter finns listade.